# Roped
Roped er en amerikansk stumfilm fra 1919 af John Ford.

## Medvirkende
- Harry Carey som Cheyenne Harry
- Neva Gerber som Aileen
- Mollie McConnell som Judson-Brown
- Arthur Shirley som Ferdie Van Duzen
- J. Farrell MacDonald